# 関根和歌香
関根 和歌香（せきね わかこ、1984年11月7日 - ）は、元東海テレビ放送のアナウンサー、フリーアナウンサー。

## 人物・経歴
群馬県高崎市吉井町出身で、群馬県立富岡東高等学校を経て新島学園短期大学卒業後、法政大学キャリアデザイン学部の3年次に編入し、在学時にケーブルテレビでフリーアナウンサーも務めた。法政大学卒業後、2007年にNHK山形放送局へ契約キャスターとして入局し、3年の任期満了後に東海テレビへ入社する。
結婚を理由として2015年3月31日に東海テレビを退職し、12月にプロ野球 横浜DeNAベイスターズ所属の三上朋也が夫であると明かした。
山登り、自然に触れることを趣味とする。富岡東高校で新体操部に所属してフープを得手とし、インターハイで全国10位の成績をおさめる。

## テレビ出演

### 過去
- やまがたニュースアイ（NHK山形放送局）
- 中日新聞テレビ日曜夕刊
- FNN東海テレビスピーク（土曜日）
- FNN東海テレニュース（日曜昼）
- ドラゴンズTODAY
- 趣味と遊びを極める!まに=DO!
- きょうのアナ。（水曜日）
- デイリーニュース（隔週金曜アシスタント、JCNコアラ）
- FNN東海テレビスーパーニュース
- 祭神魂（ナレーション）

## テレビCM
- KINCHO CM（2015年） - ゴンゴン「ゴンゴンニュース」篇
- オリックス生命 CM（2015年） - 引受基準緩和型医療保険 新キュア・サポート うどん屋さん篇